# Bâtiment de l'ancienne municipalité à Krivi Vir
Le bâtiment de l'ancienne municipalité à Krivi Vir (en serbe cyrillique : Зграда старе општине у Кривом Виру ; en serbe latin : Zgrada stare opštine u Krivom Viru) se trouve à Krivi Vir, dans la municipalité de Boljevac et dans le district de Zaječar, en Serbie. Il est inscrit sur la liste des monuments culturels protégés de la république de Serbie (identifiant no SK 473).

## Présentation
Le bâtiment a été bâti vers 1840 selon un projet du ministère de la Construction à Belgrade. De plan rectangulaire, il se présente comme une construction massive constituée de pierres concassées et de cailloux liées par de la boue ; il est recouvert d'un toit en tuiles.
Il a servi de siège à la municipalité de Krivi Vir et c'est de ce lieu qu'est partie la Révolte du Timok en 1883.